# Eine schreckliche Nacht (Tschechow)

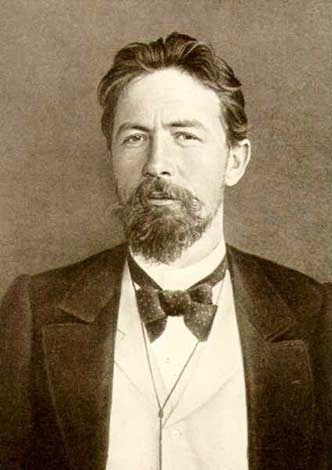
Anton Tschechow

Eine schreckliche Nacht (auch: Eine Schreckensnacht; russisch Страшная ночь, Straschnaja notsch) ist eine Kurzgeschichte des russischen Schriftstellers Anton Tschechow, die am 27. Dezember 1884 in dem Zeitschrift Raswletschenije erschien. Zu Lebzeiten des Autors wurde der Text ins Deutsche, Englische, Polnische, Serbokroatische, Slowakische und Tschechische übertragen.

## Handlung
Als der kleine Beamte Iwan Petrowitsch Panichidin in der Weihnachtsnacht anno 1883 sein gemietetes Zimmer im Moskauer Viertel Arbat betritt, findet er darin einen hochwertigen Frauensarg vor. Panichidin, der den Weihnachtsabend auf einer spiritistischen Sitzung verbracht hat, möchte nachschauen, ob der Sarg „bewohnt“ ist, flüchtet aber zurück in den Moskauer Starkregen. Er will bei seinem Freunde Nepokojew in der nahegelegenen Mjortwy-Gasse übernachten. Der Kamerad ist abwesend und im Zimmer steht wieder ein Sarg; diesmal beinahe doppelt so groß, braun, sorgfältig gearbeitet und schmucklos. Panichidin entsinnt sich der Wohnung seines Freundes Pogostow. Der frischgebackene Arzt Pogostow, in dessen Zimmer ebenfalls ein Sarg steht, ist anwesend und im Gegensatz zu Panichidin ein Draufgänger. Pogostow öffnet den Deckel und findet im leeren Sarg einen Zettel mit der Lösung des Rätsels. Der gemeinsame Freund Iwan Tscheljustin, Schwiegersohn eines Sargtischlers, will den Schwiegervater vor dem finanziellen Ruin möglichst bewahren, indem er ein paar der wertvollsten Särge aus der Konkursmasse entfernt und bei Freunden versteckt hat.
Panichidin laboriert darauf ein Vierteljahr an einer ärztlich behandelten Nervenzerrüttung. Alles wird gut. Doch Iwan Tscheljustins Geschäfte, der mittlerweile die Firma des Schwiegervaters übernommen hat, gehen schlecht. Panichidin guckt sich deswegen immer einmal wild in seinem Zimmer um, ob Iwan nicht etwa ein weißes Marmordenkmal oder einen Katafalk bei ihm deponiert hat.

## Rezeption
Schklowski schreibt, Anton Tschechow häufe Schauermotive auf. Somit kommt die finale banal-materiell begründete Erklärung überraschend.

### Verwendete Ausgabe
- Gerhard Dick (Hrsg.), Wolf Düwel (Hrsg.): Anton Tschechow: Gesammelte Werke in Einzelbänden: Eine schreckliche Nacht. S. 252–260 in: Gerhard Dick (Hrsg.): Anton Tschechow: Vom Regen in die Traufe. Kurzgeschichten. Aus dem Russischen übersetzt von Ada Knipper und Gerhard Dick. Mit einem Vorwort von Wolf Düwel. 630 Seiten. Rütten & Loening, Berlin 1964 (1. Aufl.)[4]

### Sekundärliteratur
- Wiktor Schklowski: Theorie der Prosa. Herausgegeben und aus dem Russischen übersetzt von Gisela Drohla. 192 Seiten. S. Fischer, Frankfurt am Main 1966 (Übersetzung der russischen Originalausgabe О теории прозы (O teorii prosy), Moskau 1925)

## Anmerkung
1. ↑  Panichidin klingt wie Panichida (Панихида) – die Totenmesse. Panichidin wohnt bei dem Beamten Trupow zur Untermiete. Trup (труп) ist der Leiche. Neben Trupows Wohnhaus steht die Kirche Mariä Himmelfahrt auf den Gräbern. Der Freund Pogostow – wie Dorffriedhof (Погост) – wohnt beim Staatsrat Kladbistschenski wie Friedhof (кладбище). Ein anderer Freund wohnt in der Totengasse (в Мертвом переулке).